# Otacilia daxiang
Espèce
Otacilia daxiang est une espèce d'araignées aranéomorphes de la famille des Phrurolithidae.

## Distribution
Cette espèce est endémique du Yunnan en Chine,. Elle se rencontre dans le xian de Changning.

## Description
Le mâle holotype mesure 4,39 mm.

## Étymologie
Cette espèce est nommée en l'honneur de Da-xiang Song.

## Publication originale
- Du, Pu & Yang, 2013 : « New species of genus Otacilia from China (Araneae: Corinnidae). » Journal of Chuxiong Normal University, vol. 28, no 3, p. 53-55.